# Steinzeit – Das Experiment
Steinzeit – Das Experiment – Leben wie vor 5000 Jahren ist der Titel eines vierteiligen Dokumentarfilms, der im Mai und Juni 2007 im Ersten gezeigt und von diversen TV- und Radio-Beiträgen begleitet wurde. Die Fernsehserie über die Vergangenheit in Europa wurde im August/September 2006 vom SWR unter der Regie von Martin Buchholz produziert. Die Alpen-Überquerung der beiden Protagonisten Henning Fenner und Ingo Schuster wurde dokumentiert von Jochen Schmoll (Kamera) und Harold Woetzel (Regie). Die Steinzeit ist die Fortsetzung einer Sendereihe zu „Living History“, zu der auch Schwarzwaldhaus 1902 (2002) oder Abenteuer 1900 – Leben im Gutshaus (2004) und Abenteuer 1927 – Sommerfrische (2005), sowie Die Bräuteschule 1958 (2007) gehören.

## Handlung
Zwei Familien, eine ältere Frau und zwei Junggesellen, insgesamt 13 Personen, leben zwei Monate lang unter steinzeitlichen Bedingungen. Sie müssen durch Getreideanbau, Viehwirtschaft, Fischen, Jagen, Sammeln und Tauschhandel selbst für ihre Nahrung sorgen. Vor den Dreharbeiten wurden den Darstellern in einer Woche grundlegende Kenntnisse und Fertigkeiten für den Steinzeitalltag beigebracht, wie das Feuermachen mit Markasit und Zunderschwamm, oder dem Kochen in Keramikgefäßen.
Als es schließlich losging, gab es diverse Probleme: am ersten Tag gelang das Feuermachen erst nicht, da der Zunder aufgrund der Luftfeuchtigkeit im Lagerhaus zu feucht war: Ein Problem das Experimentalarchäologen im Labor nicht haben. Am zweiten Tag explodierte außerdem ein Topf, vermutlich da ein Vorratsgefäß von der Produktion irrtümlich zu den Kochtöpfen gestellt wurde. Außerdem entwickelte sich im Ofen ein Schwelbrand; aus Brandschutzgründen wurde dieser entgegen dem archäologischen Befund außerhalb des Hauses aufgebaut und dort war die untere Tonschicht zu dünn. Nachdem dies von Martin angepasst wurde, gab es das Experiment über keine Probleme mehr. Von der Regie musste ebenfalls eingegriffen werden, als aufgrund von Jahrzehnteregen das Dach des Wohnhauses anfing zu lecken. Da das geerntete Einkorn und Emmer anhand der beigebrachten Techniken nicht entspelzbar war und selbst der Experimentalarchäologe Harm Paulssen dieses Problem nicht lösen konnte, blieb lediglich der Nacktweizen auf dem Feld als essbares Getreide übrig.
Nach etwa zwei Wochen stand die Alpenüberquerung an und da die beiden Junggesellen Ingo und Henning gut gestärkt losgehen wollten, wurde im Hochsommer eins der Schweine geschlachtet. Die beiden sollten entlang einer alten Handelsroute von Bregenz nach Bozen die Alpen überqueren. Starten sollte diese mit dem Überqueren des Bodensees mit einem Einbaum, trotz Sturmwarnung. Entsprechend scheiterte dieser Versuch wenig überraschend und sie wurden mit dem Bus um den Bodensee herum gefahren. Trotz einiger Schwierigkeiten gelang die Überquerung der Alpen mit der Ausrüstung des Ötzi.
Im Dorf fielen die beiden Alpenüberquerer jetzt aber als Arbeitskräfte weg und während der nächsten Woche stand im Dauerregen die Nahrungsproduktion im Vordergrund. Nach drei Wochen stabilisierte sich das Wetter schließlich und die Sippe begann sich einzugewöhnen, neben dem Anlegen von Vorräten fing Martin an Gefäße und Schmuck zu töpfern. Diese tauschte er auf dem Markt in einem nahegelegenen Dorf gegen Erbsen, Linsen, Honig und Schinken mit Passanten. Gleichzeitig kam es auch zum Streit zwischen Olli und Martin, sowie zwischen Olli und dem Regisseur Martin Buchholz ob die Sippe vom Feld Vorräte für den Winter einholen müsse. Die Darstellung dieses „Machtkampfes“ variiert zwischen Buch und Film, wie von Matthias Jung kritisiert wurde.
Nachdem die Alpenüberquerer zwei Wochen vor dem Ende mit dem Hubschrauber zurückgeflogen wurden, besserte sich Spannungsverhältnis und auch anhand der mitgebrachten Lebensmitteln gab es keinerlei Versorgungsprobleme mehr. Trotzdem erjagten Henning und Olli noch ein Reh, das aus Tierschutzgründen von einem professionellen Jäger geschossen wurde. Das Zerlegen des Tieres geschah ausschließlich mit Feuersteinmessern, die dabei nach Aussage Ollis überraschend effektiv waren. Am 30. September 2006 war das Experiment abgeschlossen und die Sippe kehrte in die heutige Zeit zurück.

## Mitwirkende Personen
Die Mitwirkenden sind durchgehend Laiendarsteller, die sich um die Beteiligung beworben haben. Verdienstabsichten sind nicht bekannt. Es handelt sich dabei um zwei befreundete Ehepaare mit je drei Kindern, zwei alleinstehende Männer und eine etwas ältere Frau. Einige Teilnehmer weisen Fähigkeiten auf, die ihnen beim Leben in der Steinzeit helfen, z. B. Kenntnisse als Töpfer oder Schafzüchter. Der Beraterstab besteht aus Medizinern, Archäotechnikern, Archäologen und anderen Wissenschaftlern.

## Die Serie und sonstige Beiträge

### Steinzeit – Das Experiment
- Folge 1 – Der Härtetest – die Vorbereitungen und ersten Tage im Dorf
- Folge 2 – Der Aufbruch – Die Bewohner kümmern sich um ihre Ernährung, die Tour durch die Alpen beginnt.
- Folge 3 – Auf Ötzis Spuren
- Folge 4 – Die Heimkehr

### Steinzeit-Kinder
- Wie die »Steinzeit«-Kinder die Zeitreise erlebten
- Ronja – Mit Seifenkraut geht’s auch
- Till – Der Traum von Wurst und Fritten

### Planet Schule: Zurück in die Steinzeit
- Folge 1 – Harter Alltag
- Folge 2 – Kinderalltag
- Folge 3 – Hauptsache satt
- Folge 4 – Über die Alpen

### Weitere Sendungen
- Odysso – Wissen entdecken: Das Steinzeit-Experiment
- Der Samstagabend: Abenteuer – Steinzeit
- W wie Wissen: Living Science: Steinzeit
- Planet Wissen: Geheimnisse der Archäologie – vom Scherbensammeln und Knochenforschern

- Steinzeit – Das Dorf
- Steinzeit – Über die Alpen wie Ötzi

Außerdem gab es weitere Beiträge in diversen Fernseh- und Radiosendern.

## Drehort

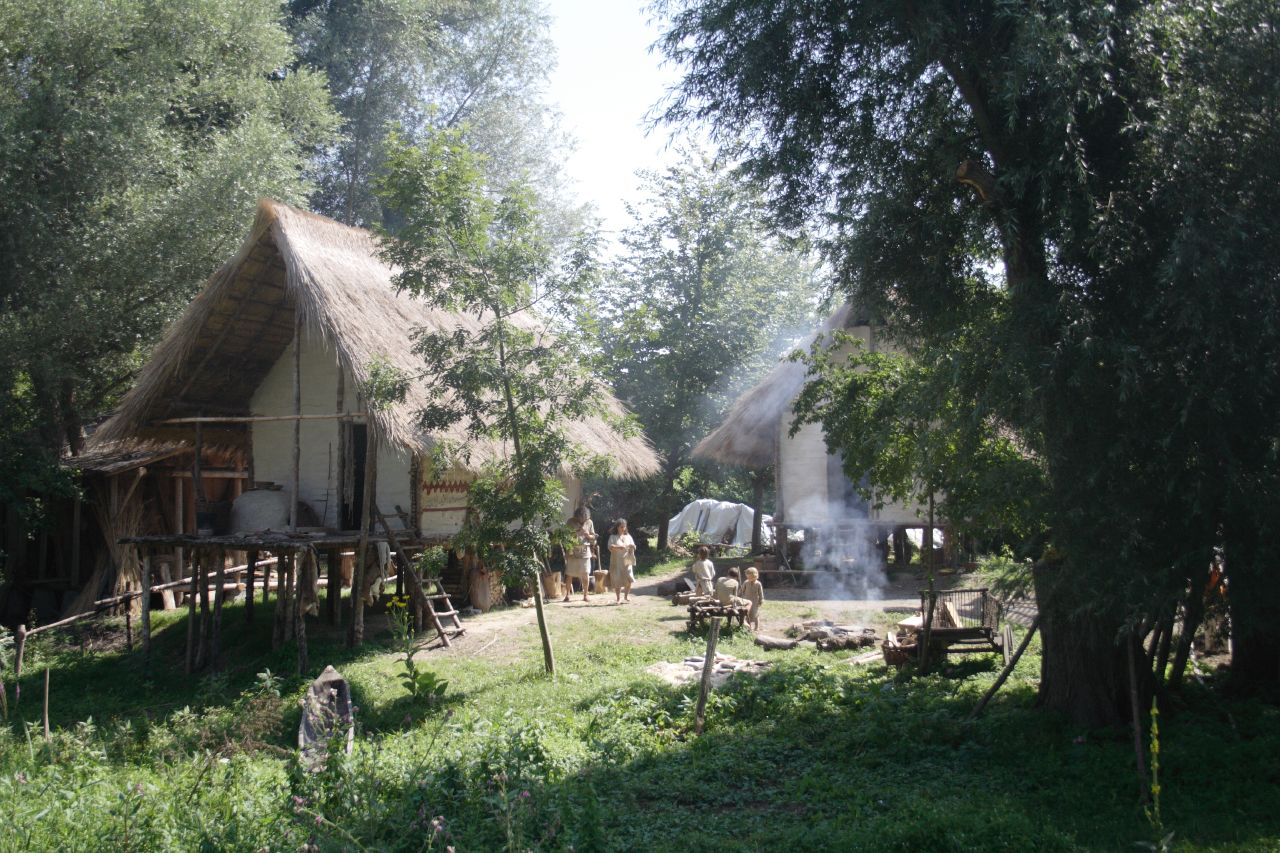
Die Steinzeithäuser im Pfahlbaumuseum Unteruhldingen

Der Film wurde im Sommer 2006 an einem kleinen See im Altdorfer Wald bei Fuchsenloch (Gemeinde Schlier) in einem rekonstruierten kleinen Pfahlbau-Dorf gedreht, welches speziell für diese Zwecke errichtet wurde. Bei Drehbeginn fanden die Teilnehmer das Dorf so vor, als wäre es erst von anderen Bewohnern verlassen worden. Es lebten dort Tiere, es wuchs Getreide auf einem Feld und in der Vorratskammer lagerte ein wenig Nahrung. Nach den letzten Dreharbeiten im Winter Anfang 2007 wurden die Steinzeithäuser am Ufer wieder abgebaut. Sie sind heute im Pfahlbaumuseum Unteruhldingen zu sehen.

## Wissenschaftliche Begleitung
Das Projekt wurde wissenschaftlich begleitet vom Pfahlbaumuseum Unteruhldingen sowie sechs weiteren Wissenschaftlern aus Österreich, der Schweiz sowie Deutschland. Außerdem ist das Experiment Inhalt von verschiedenen Forschungsprojekten des Forschungsinstituts Hohenstein, der Universität Freiburg und des Universitätsklinikums Freiburg. Die Wissenschaftler wollen durch den Praxistest die aus archäologischen Funden gewonnenen Erkenntnisse überprüfen und erweitern. Dazu untersuchen sie die Dorfbewohner mit modernen Geräten wie dem Aktometer.

## Wissenschaftliche Ergebnisse
Die Wissenschaftlichen Erkenntnisse des Projekts sind sehr bescheiden, da aufgrund mangelhafter Dokumentation lediglich Beobachtungen aufgestellt werden konnten. Auch die Untersuchungen der Universität Freiburg waren nicht erfolgreich, der mit den Aktometern gemessene hohe Verbrauch an Nahrungsenergie liegt auch an dem Dauerstress, unter dem die Probanden standen. Obwohl die Sippe keinen raffinierten Zucker zu sich nahm, waren ihre Gebisse (mit Ausnahme von dem Kind Till Burberg, der sich regelmäßig mit einem Stöckchen die Zähne putzte), nach dem Experiment deutlich kariöser. Dies wurde im Rahmen des Projekts durch die Ernährung mit klebrigem Getreidebrei erklärt, im Folgeprojekt Pfahlbauer von Pfyn konnte diese Hypothese jedoch widerlegt werden. Es soll an dem Honigkonsum der Sippe gelegen haben, wobei nach Aussage Martin Burbergs die Sippe nur wenig Honig hatte und dieser hauptsächlich von den Kindern verzehrt wurde.

## Rezeption
Das Projekt kam in der Presse überwiegend positiv an. Während Bild und Spiegel die Serie schlecht bewerteten, sind deren Kritikpunkte größtenteils schlecht recherchiert, sie waren auch die einzigen großen Zeitungen die keine Exklusivrechte erhielten. Die große Mehrheit bewertet das Experiment aber als gut, die Süddeutsche Zeitung schreibt „Doch heraus kam ein Projekt mit besten Absichten auf Wissensvermittlung, das viel Sympathie verdient hat.“ Artikel darüber erschienen in über 63,71 Millionen Auflagen und 65 % der Programmzeitschriften wählten die Serie als Titelblatt. In der Fachwelt kam es deutlich schlechter an, besonders künstliche Spannungserzeugung und die falsche Übermittlung einer ständigen Krisensituation im Neolithikum wurden von dem Archäologen Matthias Jung kritisiert.

## Begleitausstellungen
Es gibt bundesweit begleitende Ausstellungen in archäologischen Museen zu diesem Projekt.
- Im Landesamt für Denkmalpflege Baden-Württemberg (in Zusammenarbeit mit dem Archäologischen Landesmuseum Konstanz konzipiert) sind neben Filmrequisiten echte Steinzeitfunde der jeweiligen Ausstellungsregion zu sehen.
- Im Pfahlbaumuseum Unteruhldingen ist das originale Filmdorf aufgebaut, das durch eine Begleitausstellung ergänzt wird.
- Im Museum für Kunst und Kulturgeschichte der Philipps-Universität Marburg im Kunstgebäude gibt es eine weitere Ausstellung.

## Film

### DVDs
- Steinzeit – das Experiment. Über die Alpen wie Ötzi. Regie: Harold Woetzel, Kamera: Jochen Schmoll. Laufzeit ca. 89 Min. Komplett-Media, Grünwald 2008, ISBN 978-3-8312-9484-8.
- Steinzeit – das Experiment. Leben wie vor 5000 Jahren. 4 Teile, Gesamtlaufzeit ca. 240 Min. Komplett-Media, Grünwald 2007, ISBN 978-3-8312-9483-1.